# Послання Варнави

Перша сторінка Послання Варнави у Синайському Кодексі IV ст.

Послання Варнави (грец. Βαρναβα ἐπιστολή) (інколи використовують також назву Послання псевдо-Варнави) — ранньо-християнський текст датований кінц. І — поч. ІІ ст. Певний час, у деяких церквах, входило до складу канонічних книг Нового Заповіту.

## Структура
Послання традиційно розділяють на 21 главу різного обсягу. За своїм змістом текст можна поділити на дві частини: перша, найбільша (1–17 глави), присвячена християнському розумінню Старого Заповіту, юдейських обрядів та жертвоприношень. Автор гостро протиставляє юдаїзм та християнство; перший виступає як перехідна і спотворена людськими помилками і гріховністю форма заповіту Бога із своїм народом, друге як остаточне визволення людства від гріха і смерті та укладення нового, досконалого заповіту. У розділах першої частини детально розглядаються ключові положення старо-завітньої віри, наводяться помилки допущені юдаїзмом і його правильне трактування християнством. Зокрема розглядаються питання трактування пророцтв, скасування жертвоприношень тварин, посту тощо. Окремою важливою темою першої частини послання є розуміння хресної жертви Ісуса та її передбачення старо-завітніми пророками. Автор детально описує паралелі між послідовністю юдейських відкупительних жертвоприношень та смертю Ісуса Христа, який, таким чином, став досконалою та остаточною жертвою за гріхи людства, що скасувала потребу у продовженні юдейських практик.
Далі, продовжується тема різного розуміння християнами та юдеями обрізання, обмежень у їжі, хрещення, символіки хреста, поняття «народу Божого», святкування суботи, розуміння храму.
Друга, коротша частина, має морально-настановчий характер і є коротким повтором змісту «Дідахе» — відомого і авторитетного ранньо-християнського тексту. Останній розділ містить заключні узагальнення та благословення: «Отримайте спасіння, діти любові і миру. Господь слави і всілякої ласки буде з вашим духом».

## Походження
Найраніша згадка про Послання Варнави, міститься у «Строматах» Климента Александрійського ІІІ століття, де розуміється, що автором дійсно був апостол Варнава та наводиться деякі фрагменти тексту. Оріген також визнає авторство Варнави і називає послання “соборним”. Святий Ієронім Стридонський фіксує сприйняття послання як апокрифічного, хоча і написаного Варнавою. 

### Авторство
Хоча авторство послання приписано апостолу Варнаві, під яким розуміють одного із супутників святого Павла, цілий ряд ознак викликає в у цьому серйозні сумніви. Зараз, більшість дослідників відкидає можливість розглядати апостола Варнаву як справжнього автора.
Основним аргументом проти є відверто негативне ставлення до юдаїзму та погане знання його обрядів, в той час як сам Варнава був євреєм, належав до священицького коліна левітів, і в одному з послань апостола Павла описаний, навпаки, як надмірний прихильник юдаїзму. Крім того, автор, описує свою віру до навернення у християнство як «служіння ідолам», що суперечить його ж твердженню, про те що Старий Заповіт юдеї уклали із тим самим Богом, в якого вірять і християни.
Більш вірогідним виглядає припущення, що автором послання був хтось із християнських вчителів із язичників. В ранній церкві вчителями називали харизматичних членів общини, котрі володіли особливим даром навчання та тлумачення біблійних текстів. Стилістика, характерна для ранньо-християнських вчителів, притаманна і окремим частинам послання Варнави.

### Місце написання
До IV століття, текст послання був відомий, передовсім, у рамках Александрійської церкви. Прихильність автора до алегоричного, а не буквального методу інтерпретації біблійних текстів також близька до александрійської богословської традиції. Версію про александрійське походження посилює і те, що протягом певного періоду, послання Варнави вважалось в Александрії частиною біблійного канону і читалось публічно. Крім того, найдавнішими авторами, що згадують про послання були александрійці Климент Александрійський та Оріген, проте згадка Орігена свідчить про те, що близько 200 року в Александрії, послання Варнави визнавалось не усіма.
Разом із тим, існують і інші версії про місце написання тексту, зокрема сирійсько-палестинська.

### Час написання
Текст дає можливість відносно точно визначити час його написання. У 16 розділі говориться про відбудову язичниками храму на місці єврейського Храму в Єрусалимі. Можна припустити, що тут іде мова про будівництво, на місці зруйнованого римлянами у 70 році  юдейського Храму, язичницького святилища Юпітера, котре проводилось у 130 році за правління Адріана. Однак, в результаті такої діяльності римлян, вже у 132 році в Юдеї спалахнуло повстання Бар-Кохби, впродовж якого, юдейський Храм стали відновлювати. Оскільки, судячи із тексту послання, про це ще на знає його автор, можна припустити, що воно було написано між 130 та 132 роками.
Один із найвідоміших знавців раннього християнства А.фон Гарнак зауважував відсутність у тексті згадок про гностиків, боротьба з якими була головною проблемою церкви цього періоду, тому він висував більш раннє датування пам’ятки приблизно між 117–130 роками.